# Барьер (фильм, 1979)
«Барьер» (болг. Бариерата) — фильм-притча режиссёра Христо Христова 1979 года. Кинопрокат в СССР в 1981 году. Фильм поставлен по одноимённой повести болгарского писателя Павла Вежинова о неспособности людей перейти через созданный ими самими барьер в сознании, суть которого в том, что мир может быть намного шире, чем приземлённый материальный быт. В основе трагического сюжета лежит любовная история в мистическом антураже.

## Сюжет
Известный 45-летний композитор Антоний Манев поздней ночью, возвращаясь из бара домой, неожиданно находит у себя в машине молодую красивую девушку по имени Доротея. В процессе знакомства выясняется, что Доротея наивная, робкая, но какая-то странная. Девушка напрашивается домой к Антонию. Там она просит его что-нибудь сыграть, обязательно своё. Антоний, сам себе удивляясь, соглашается и играет ей недавно написанную композицию. После окончания исполнения девушка правильно называет произведение, несмотря на то, что она была его первым слушателем. Тут выясняется, что она живёт в сумасшедшем доме под присмотром доктора Юруковой, но при этом работает в городе.
Утром Манев не находит девушку в квартире и, потрясённый всем происшедшим прошедшей ночью, спешит в клинику и общается с доктором Юруковой. Там Манев узнаёт, что девушка страдает шизофренией, хотя на тот момент припадков у неё не было уже более года. Доктор Юрукова говорит Антонию, что Доротея крайне впечатлительна и её не следует сильно волновать. Кроме того, она объясняет, что девушка иногда умеет читать мысли. Доротея пережила в детстве две психологические травмы: гибель отца на своих глазах и позже домогательство своего дяди, к которому переехала вскоре после смерти отца. Доротея работала в мастерской прикладного искусства с тяжёлым прессом. Доктор просит Манева найти для девушки более лёгкую работу. Манев соглашается и вскоре находит для Доротеи работу переписчика нот. Манев показал ей соответствие нот и звуков, и Доротея даже могла «слышать» то, что писала. Музыка начинает затягивать Доротею всё сильнее и глубже.
Узнав, что Доротее негде жить, а в больнице доктору Юруковой держать девушку как пациентку становится проблематично, Манев соглашается приютить девушку на неопределённое время у себя. Постепенно Доротея раскрепощается, рассказывает о себе, делится мыслями с Антонием. Однако часто её мысли и суждения ставили его в тупик. Он — эгоист, прагматик, а она — романтик, да ещё со странными суждениями, главное из которых то, что она мечтает летать как птица. Даже сюжет балета «Лебединое озеро», на который Манев её сводил, ей был чуждым, поскольку в нём человек хотел из птицы превратиться в человека. Однажды после очередной доверительной беседы Доротея протягивает Маневу руку, и после нескольких её слов они полетели. После этого полёта у них первый и единственный раз случилась близость…
На следующий день Манев был настолько потрясён всем произошедшим, что, придя в больницу, рассказал обо всём доктору Юруковой. Она пыталась его успокоить, но потрясение у Антония было очень сильное. Под выдуманным предлогом он уезжает на всю ночь из города, забыв, что Доротея — телепат. А Доротея, также накануне встретившись с доктором, поняла, что Манев слишком чёрствый человек, чтобы её понять. Вернувшись утром домой, Антоний находит квартиру пустой. Он поднимается на крышу, где он часто беседовал с Доротеей, и замечает, что на пустырь, который видно с крыши дома, заезжает машина скорой помощи. Оказывается, что тело Доротеи найдено на пустыре с повреждениями, словно её сбросили с высоты, а потом перенесли на пустырь. У Манева было алиби, так что он оказался вне подозрений. А то, что Доротея умела летать, он никому не рассказал, поскольку ему всё равно бы никто не поверил. Но Манев понял, что она просто упала с неба, может быть, даже нарочно. И уже никакая сила не в силах вернуть единственное в мире человеческое существо, которое умело летать…

## В ролях
- Иннокентий Смоктуновский — Антоний Манев[1]
- Ваня Цветкова — Доротея
- Мария Димчева — доктор Юрукова
- Евгения Баракова
- Иван Кондов — следователь

## Роли дублировали
Дубляж — Киностудия им. М. Горького, 1980 г.
- Ольга Гобзева
- Светлана Коновалова
- Нелли Витепаш
- Олег Мокшанцев
- Режиссёр дубляжа — Елена Арабова
- Звукооператор — Дмитрий Флянгольц
- Автор русского текста — Янина Костричкина
- Редактор — О. Палатникова

## Съёмочная группа
- Автор сценария — Павел Вежинов
- Режиссёр — Христо Христов
- Художник — Стефан Савов
- Оператор — Атанас Тасев
- Композитор — Кирил Цибулка

## Награды
- 1979 — Серебряная премия XI Московского кинофестиваля
- 1980 — Golden Rose : приз за лучший фильм
- 1980 — Bulgarian Film Academy Awards
- 1984 — Номинант кинофестиваля Fantasporto[2]

Кроме того, фильм был подан Национальным кинематографическим советом Болгарии для заявки на «Оскар» за лучший фильм на иностранном языке, но не достиг шорт-листа номинации.